# نصر بن مزاحم
نصر بن مزاحم منقری (212 ق.) از مورخان شیعه سده سوم هجری می‌باشد . وی اهل عراق است و کتاب‌های تاریخی متعدد در خصوص حوادث سده نخست هجری  در این ناحیه تألیف کرده‌است. برخی آثار وی عبارتند از الجمل، النهروان، المناقب، عین الوردة، کتاب أخبار المختار بن أبی عبید، مقتل حجر، مقتل الحسین؛ اما از میان کتاب‌های وی تنها وقعه صفین بر جا مانده است. این کتاب با موضوع نبرد صفین مشروح‌ترین اثر مرتبط با این نبرد است و به بیان جزئیات حوادث از ورود علی بن ابی طالب به کوفه تا مذاکرات و مکاتبات بین وی و معاویه،سرنوشت تلخ سپاه عراق، پیدایش  خوارج و سپس حوادث نبرد تا بازگشت علی از نبرد صفین به کوفه می‌پردازد.